# Catanauan
Catanauan is een gemeente in de Filipijnse provincie Quezon op het eiland Polillo. Bij de laatste census in 2010 telde de gemeente bijna 66 duizend inwoners.

## Geografie

### Bestuurlijke indeling
Catanauan is onderverdeeld in de volgende 46 barangays:
| - Ajos - Anusan - Barangay 1 - Barangay 2 - Barangay 3 - Barangay 4 - Barangay 5 - Barangay 6 - Barangay 7 - Barangay 8 - Barangay 9 - Barangay 10 - Bolo - Bulagsong - Camandiison - Canculajao | - Catumbo - Cawayanin Ibaba - Cawayanin Ilaya - Cutcutan - Dahican - Doongan Ibaba - Doongan Ilaya - Gatasan - Macpac - Madulao - Matandang Sabang Kanluran - Matandang Sabang Silangan - Milagrosa - Navitas - Pacabit | - San Antonio Magkupa - San Antonio Pala - San Isidro - San Jose - San Pablo - San Roque - San Vicente Kanluran - San Vicente Silangan - Santa Maria - Tagabas Ibaba - Tagabas Ilaya - Tagbacan Ibaba - Tagbacan Ilaya - Tagbacan Silangan - Tuhian |

## Demografie
Catanauan had bij de census van 2010 een inwoneraantal van 65.832 mensen. Dit waren 127 mensen (0,2%) meer dan bij de vorige census van 2007. Ten opzichte van de census van 2000 was het aantal inwoners gegroeid met 8.096 mensen (14,0%). De gemiddelde jaarlijkse groei in die periode kwam daarmee uit op 1,32%, hetgeen lager was dan het landelijk jaarlijks gemiddelde over deze periode (1,90%).

De bevolkingsdichtheid van Catanauan was ten tijde van de laatste census, met 65.832 inwoners op 253,07 km², 260,1 mensen per km².